# Liste der Stolpersteine in Bruchsal
Die Liste der Stolpersteine in Bruchsal enthält alle Stolpersteine, die im Rahmen des gleichnamigen Projekts von Gunter Demnig in Bruchsal verlegt wurden. Mit ihnen soll an Opfer des Nationalsozialismus erinnert werden, die in Bruchsal lebten und wirkten. Die Stolpersteine werden von der Bruchsaler Stolperstein-Initiative betreut. Die erste Verlegung erfolgte am 19. April 2015. Die letzte, elfte Verlegung erfolgte am 23. Mai 2025.

## Verlegte Stolpersteine
| Adresse | Verlege- datum | Name                     | Inschrift | Bild | Anmerkung |
| --- | -------------- | ------------------------ | --- | --- | --- |
| Auweg 5 · | 22. Juni 2022  | Herbert Beck             | HIER WOHNTE HERBERT BECK JG. 1922 EINGEWIESEN 1939 HEILANSTALT MOSBACH SCHWARZACHER HOF ´VERLEGT´ 13.9.1940 GRAFENECK ERMORDET 13.9.1940 ´AKTION T4´                            | | |
| Bahnhofsplatz 3 · | 14. Mai 2024   | Juliane Winkelmann       | | Bild gesucht Die Wikipedia wünscht sich an dieser Stelle ein Bild vom Ort mit diesen Koordinaten 49.1249799 8.5914124 . Motiv: Bahnhofsplatz 3: der Stolperstein für Juliane Winkelmann, die Lage und das Haus Falls du dabei helfen möchtest, erklärt die Anleitung , wie das geht. BW            | |
| Bahnhofsplatz 7 · | 14. Mai 2024   | Samuel Katzauer          | | Bild gesucht Die Wikipedia wünscht sich an dieser Stelle ein Bild vom Ort mit diesen Koordinaten 49.124718 8.5912501 . Motiv: Bahnhofsplatz 7: der Stolperstein für Samuel Katzauer, die Lage und das Haus Falls du dabei helfen möchtest, erklärt die Anleitung , wie das geht. BW                | |
| Bahnhofsplatz 7 · | 14. Mai 2024   | Marie Katzauer           | | Bild gesucht Die Wikipedia wünscht sich an dieser Stelle ein Bild vom Ort mit diesen Koordinaten 49.124718 8.5912501 . Motiv: Bahnhofsplatz 7: der Stolperstein für Marie Katzauer, die Lage und das Haus Falls du dabei helfen möchtest, erklärt die Anleitung , wie das geht. BW                 | |
| Bahnhofsplatz 7 · | 14. Mai 2024   | Ludwig Levi              | | Bild gesucht Die Wikipedia wünscht sich an dieser Stelle ein Bild vom Ort mit diesen Koordinaten 49.124718 8.5912501 . Motiv: Bahnhofsplatz 7: der Stolperstein für Ludwig Levi, die Lage und das Haus Falls du dabei helfen möchtest, erklärt die Anleitung , wie das geht. BW                    | |
| Bahnhofsplatz 7 · | 14. Mai 2024   | Anna Levi                | | Bild gesucht Die Wikipedia wünscht sich an dieser Stelle ein Bild vom Ort mit diesen Koordinaten 49.124718 8.5912501 . Motiv: Bahnhofsplatz 7: der Stolperstein für Anna Levi, die Lage und das Haus Falls du dabei helfen möchtest, erklärt die Anleitung , wie das geht. BW                      | |
| Bahnhofsplatz 7 · | 14. Mai 2024   | Peter Levi               | | Bild gesucht Die Wikipedia wünscht sich an dieser Stelle ein Bild vom Ort mit diesen Koordinaten 49.124718 8.5912501 . Motiv: Bahnhofsplatz 7: der Stolperstein für Peter Levi, die Lage und das Haus Falls du dabei helfen möchtest, erklärt die Anleitung , wie das geht. BW                     | |
| Bahnhofstraße 7 · | 8. Juni 2021   | Hilde Schloßberger       | HIER WOHNTE HILDE SCHLOSSBERGER GEB. LÄMLE JG. 1894 FLUCHT 1937 LUXEMBURG INTERNIERT GURS FLUCHT 1941 USA                                                                       | | |
| Bahnhofstraße 7 · | 8. Juni 2021   | Maximilian Schloßberger  | HIER WOHNTE MAX SCHLOSSBERGER JG. 1890 FLUCHT 1937 LUXEMBURG AUF DER FLUCHT TOT BEI FLIEGERANGRIFF 12.5.1940                                                                    | | |
| Bahnhofstraße 16a · | 27. Juni 2016  | Hedwig Oppenheimer       | HIER WOHNTE HEDWIG OPPENHEIMER GEB. WAELDER JG. 1872 UNFREIWILLIG VERZOGEN 1938 FRANKFURT/M. DEPORTIERT 1942 THERESIENSTADT ERMORDET 11.10.1942                                 | | |
| Bahnhofstraße 16a · | 27. Juni 2016  | Berta Fröhlich           | HIER WOHNTE BERTA FRÖHLICH GEB. OPPENHEIMER JG. 1898 UNFREIWILLIG VERZOGEN 1938 FRANKFURT/M. DEPORTIERT 1941 ŁODZ / LITZMANNSTADT ERMORDET 1941                                 | | |
| Bergstraße 51 · | 22. Juni 2022  | Ludwig Wolf              | HIER WOHNTE LUDWIG WOLF JG. 1890 DEPORTIERT 1940 GURS INTERNIERT PERPIGNAN BEFREIT                                                                                              | | |
| Bergstraße 51 · | 22. Juni 2022  | Irma Wolf                | HIER WOHNTE IRMA WOLF GEB. KATZ JG. 1897 DEPORTIERT 1940 GURS INTERNIERT RIVESALTES FLUCHT 1942 SCHWEIZ                                                                         | | |
| Bergstraße 51 · | 22. Juni 2022  | Liselotte Wolf           | HIER WOHNTE LISELOTTE WOLF VERH. BACHARACH JG. 1928 DEPORTIERT 1940 GURS INTERNIERT CHATEAU DE COURET FLUCHT 1942 SCHWEIZ                                                       | | |
| Bismarckstraße 3 · | 27. März 2019  | David Maier              | HIER WOHNTE UND ARBEITETE DAVID MAIER JG. 1878 ´SCHUTZHAFT´ 1938 DACHAU DEPORTIERT 1940 GURS INTERNIERT DRANCY 1942 AUSCHWITZ ERMORDET                                          | | |
| Bismarckstraße 3 · | 27. März 2019  | Sophie Maier             | HIER WOHNTE SOPHIE MAIER GEB. WEIL JG. 1879 DEPORTIERT 1940 GURS INTERNIERT DOUADIC 1943 CHATEAU DE ROC ALTERSHEIM VERSTECKT ÜBERLEBT                                           | | |
| Bismarckstraße 3 · | 27. März 2019  | Gretchen Luzia Maier     | HIER WOHNTE LUCIE GRETCHEN MAIER JG. 1905 DEPORTIERT 1940 GURS TOT 2.10.1941 | | |
| Bismarckstraße 3 · | 27. März 2019  | Hildegard Zilla Maier    | HIER WOHNTE HILDEGARD ZILLA MAIER VERH. STRAUSS JG. 1910 FLUCHT 1935 PALÄSTINA                                                                                                  | | |
| Bismarckstraße 5 · | 22. Mai 2023   | Rosa Bär                 | | Bild gesucht Die Wikipedia wünscht sich an dieser Stelle ein Bild vom Ort mit diesen Koordinaten 49.1225331 8.5909809 . Motiv: Bismarckstraße 5: der Stolperstein für Rosa Bär, die Lage und das Haus Falls du dabei helfen möchtest, erklärt die Anleitung , wie das geht. BW                     | |
| Bismarckstraße 5 · | 22. Mai 2023   | Regina Barth             | | Bild gesucht Die Wikipedia wünscht sich an dieser Stelle ein Bild vom Ort mit diesen Koordinaten 49.1225331 8.5909809 . Motiv: Bismarckstraße 5: der Stolperstein für Regina Barth, die Lage und das Haus Falls du dabei helfen möchtest, erklärt die Anleitung , wie das geht. BW                 | |
| Bismarckstraße 5 · | 22. Mai 2023   | Hermine Hilb             | | Bild gesucht Die Wikipedia wünscht sich an dieser Stelle ein Bild vom Ort mit diesen Koordinaten 49.1225331 8.5909809 . Motiv: Bismarckstraße 5: der Stolperstein für Hermine Hilb, die Lage und das Haus Falls du dabei helfen möchtest, erklärt die Anleitung , wie das geht. BW                 | |
| Bismarckstraße 10 · | 26. Apr. 2017  | Simon Marx               | HIER WOHNTE UND ARBEITETE SIMON MARX JG. 1876 VERHAFTET 1937 ARBEITSLAGER KISLAU 1938 GEFÄNGNIS BRUCHSAL DACHAU ERMORDET 14.7.1938                                              | | |
| Bismarckstraße 10 · | 26. Apr. 2017  | Rosalia Marx             | HIER WOHNTE ROSALIA MARX GEB. MAYER JG. 1878 DEPORTIERT 1940 GURS INTERNIERT DRANCY 1942 AUSCHWITZ ERMORDET                                                                     | | |
| Bismarckstraße 10 · | 26. Apr. 2017  | Betty Marx               | HIER WOHNTE UND ARBEITETE BETTY MARX JG. 1907 FLUCHT 1939 ENGLAND | | |
| Bismarckstraße 10 · | 26. Apr. 2017  | Trude Marx               | HIER WOHNTE TRUDE MARX VERH. FRANK JG. 1909 FLUCHT 1938 USA | | |
| Bismarckstraße 10 · | 22. Mai 2023   | Heinrich Barth           | | Bild gesucht Die Wikipedia wünscht sich an dieser Stelle ein Bild vom Ort mit diesen Koordinaten 49.122427 8.591067 . Motiv: Bismarckstraße 10: der Stolperstein für Heinrich Barth, die Lage und das Haus Falls du dabei helfen möchtest, erklärt die Anleitung , wie das geht. BW                | |
| Bismarckstraße 10 · | 22. Mai 2023   | Georgette Barth          | | Bild gesucht Die Wikipedia wünscht sich an dieser Stelle ein Bild vom Ort mit diesen Koordinaten 49.122427 8.591067 . Motiv: Bismarckstraße 10: der Stolperstein für Georgette Barth, die Lage und das Haus Falls du dabei helfen möchtest, erklärt die Anleitung , wie das geht. BW               | |
| Bismarckstraße 10 · | 22. Mai 2023   | Martha Nanette Barth     | | Bild gesucht Die Wikipedia wünscht sich an dieser Stelle ein Bild vom Ort mit diesen Koordinaten 49.122427 8.591067 . Motiv: Bismarckstraße 10: der Stolperstein für Martha Nanette Barth, die Lage und das Haus Falls du dabei helfen möchtest, erklärt die Anleitung , wie das geht. BW          | |
| Bismarckstraße 10 · | 22. Mai 2023   | Max Barth                | | Bild gesucht Die Wikipedia wünscht sich an dieser Stelle ein Bild vom Ort mit diesen Koordinaten 49.122427 8.591067 . Motiv: Bismarckstraße 10: der Stolperstein für Max Barth, die Lage und das Haus Falls du dabei helfen möchtest, erklärt die Anleitung , wie das geht. BW                     | |
| Bismarckstraße 12 · | 27. März 2019  | Dina Lindauer            | HIER WOHNTE DINA LINDAUER GEB. LÖWENTHAL JG. 1900 FLUCHT 1939 ENGLAND 1940 USA                                                                                                  | | |
| Bismarckstraße 12 · | 27. März 2019  | Hans Moritz Lindauer     | HIER WOHNTE HANS M. LINDAUER JG. 1927 MIT FLUCHTHILFE 1939 HOLLAND INTERNIERT WESTERBORK 1944 BERGEN-BELSEN VERLORENER ZUG TRÖBITZ BEFREIT TOT 30.5.1945                        | | |
| Bismarckstraße 18 · | 19. Apr. 2015  | Fritz Sicher             | HIER WOHNTE FRITZ SICHER JG 1882 DEPORTIERT 1940 GURS INTERNIERT PAU TOT 7.4.1941                                                                                               | | Der Kaufmann Fritz Sicher, geboren 12. Juli 1882 wurde 1940 ins Internierungslager Gurs deportiert und starb am 7. April 1941 in Pau.                           |
| Bismarckstraße 18 · | 19. Apr. 2015  | Recha Sicher             | HIER WOHNTE RECHA SICHER GEB. HESS JG. 1888 DEPORTIERT 1940 GURS INTERNIERT DRANCY 1942 AUSCHWITZ ERMORDET                                                                      | | Die am 18. Februar 1888 geborene Recha Heß wurde erst nach Gurs und später ins Vernichtungslager Auschwitz deportiert, und nach dem Krieg für tot erklärt.      |
| Bismarckstraße 18 · | 19. Apr. 2015  | Adelheid Heß             | HIER WOHNTE ADELHEID HESS JG. 1891 DEPORTIERT 1940 GURS INTERNIERT DRANCY 1942 AUSCHWITZ ERMORDET                                                                               | | Adelheid Hess (* 17. Oktober 1891) wurde wie ihre Schwester Recha Sicher über Gurs nach Auschwitz deportiert und später für tot erklärt.                        |
| Bismarckstraße 18 · | 19. Apr. 2015  | Emmy Sicher              | HIER WOHNTE EMMY SICHER JG. 1921 DEPORTIERT 1940 GURS INTERNIERT DRANCY 1942 AUSCHWITZ ERMORDET                                                                                 | | Die am 7. Juni 1921 geborene Tochter von Fritz und Recha Sicher ereilte das gleiche Schicksal wie das ihrer Mutter.                                             |
| Bismarckstraße 18 · | 19. Apr. 2015  | Ernst Joachim Sicher     | HIER WOHNTE ERNST JOACHIM SICHER JG. 1924 KINDERTRANSPORT 1939 ENGLAND | | Nur der 1924 geborene Sohn konnte 1939 mit einem Kindertransport nach England entkommen und überlebte.                                                          |
| Bismarckstraße 18 · | 22. Mai 2023   | Sally Rothheimer         | | Bild gesucht Die Wikipedia wünscht sich an dieser Stelle ein Bild vom Ort mit diesen Koordinaten 49.1221204 8.5918842 . Motiv: Bismarckstraße 18: der Stolperstein für Sally Rothheimer, die Lage und das Haus Falls du dabei helfen möchtest, erklärt die Anleitung , wie das geht. BW            | |
| Bismarckstraße 18 · | 22. Mai 2023   | Julius Rothheimer        | | Bild gesucht Die Wikipedia wünscht sich an dieser Stelle ein Bild vom Ort mit diesen Koordinaten 49.1221204 8.5918842 . Motiv: Bismarckstraße 18: der Stolperstein für Julius Rothheimer, die Lage und das Haus Falls du dabei helfen möchtest, erklärt die Anleitung , wie das geht. BW           | |
| Bismarckstraße 18 · | 22. Mai 2023   | Hilda Barth              | | Bild gesucht Die Wikipedia wünscht sich an dieser Stelle ein Bild vom Ort mit diesen Koordinaten 49.1221204 8.5918842 . Motiv: Bismarckstraße 18: der Stolperstein für Hilda Barth, die Lage und das Haus Falls du dabei helfen möchtest, erklärt die Anleitung , wie das geht. BW                 | |
| Bismarckstraße 18 · | 22. Mai 2023   | Lazarus Barth            | | Bild gesucht Die Wikipedia wünscht sich an dieser Stelle ein Bild vom Ort mit diesen Koordinaten 49.1221204 8.5918842 . Motiv: Bismarckstraße 18: der Stolperstein für Lazarus Barth, die Lage und das Haus Falls du dabei helfen möchtest, erklärt die Anleitung , wie das geht. BW               | |
| Bismarckstraße 18 · | 22. Mai 2023   | Leo Barth                | | Bild gesucht Die Wikipedia wünscht sich an dieser Stelle ein Bild vom Ort mit diesen Koordinaten 49.1221204 8.5918842 . Motiv: Bismarckstraße 18: der Stolperstein für Leo Barth, die Lage und das Haus Falls du dabei helfen möchtest, erklärt die Anleitung , wie das geht. BW                   | |
| Durlacher Straße 71 · | 26. Apr. 2017  | Friedrich Molitor        | HIER WOHNTE FRIEDRICH MOLITOR JG. 1907 SEIT 1911 VERSCHIEDENE HEILANSTALTEN ´VERLEGT´ 10.7.1940 GRAFENECK ERMORDET 10.7.1940 ´AKTION T4´                                        | | |
| Franz-Bläsi-Straße 10 · | 5. Juli 2018   | Jettchen Baer            | HIER WOHNTE JETTCHEN BÄR GEB. ELSASSER JG. 1868 DEPORTIERT 1940 GURS INTERNIERT NOE 1943 ALTERSHEIM MARTEL VERSTECKT ÜBERLEBT                                                   | | |
| Franz-Bläsi-Straße 14 · | 8. Juni 2021   | Hugo Katz                | HIER WOHNTE HUGO KATZ JG. 1872 FLUCHT 1938 HOLLAND VERSTECKT GELEBT FLUCHT IN DEN TOD 17.1.1943 AMSTERDAM                                                                       | | |
| Franz-Bläsi-Straße 17 · | 5. Juli 2018   | Ernst Nathan             | HIER WOHNTE ERNST NATHAN JG. 1871 DEPORTIERT 1940 GURS INTERNIERT DRANCY 1942 AUSCHWITZ ERMORDET                                                                                | | |
| Franz-Bläsi-Straße 17 · | 5. Juli 2018   | Betty Nathan             | HIER WOHNTE BETTY NATHAN GEB. BÄR JG. 1882 DEPORTIERT 1940 GURS INTERNIERT DRANCY 1942 AUSCHWITZ ERMORDET                                                                       | | |
| Franz-Bläsi-Straße 17 · | 5. Juli 2018   | Maria Nathan             | HIER WOHNTE MARIE NATHAN JG. 1904 DEPORTIERT 1940 GURS INTERNIERT DRANCY 1942 AUSCHWITZ ERMORDET                                                                                | | |
| Franz-Bläsi-Straße 17 · | 5. Juli 2018   | Margarete Nathan         | HIER WOHNTE MARGARETE NATHAN JG. 1904 EINGEWIESEN 1939 HEILANSTALT WIESLOCH ´VERLEGT´ 11.7.1940 GRAFENECK ERMORDET 11.7.1940 ´AKTION T4´                                        | | |
| Friedensstraße 7 · | 14. Mai 2024   | Renate Kraut             | | Bild gesucht Die Wikipedia wünscht sich an dieser Stelle ein Bild vom Ort mit diesen Koordinaten 49.1263616 8.585353 . Motiv: Friedensstraße 7: der Stolperstein für Renate Kraut, die Lage und das Haus Falls du dabei helfen möchtest, erklärt die Anleitung , wie das geht. BW                  | |
| Friedrichstraße 8 · | 27. Juni 2016  | Fanny Bär                | HIER WOHNTE FANNY BÄR GEB. KAHN JG. 1855 FLUCHT 1939 HOLLAND TOT 7.1.1941 ROTTERDAM                                                                                             | | |
| Friedrichstraße 8 · | 27. Juni 2016  | Alfred Anselm Bär        | HIER WOHNTE ALFRED ANSELM BÄR JG. 1877 UNFREIWILLIG VERZOGEN 1938 KARLSRUHE DEPORTIERT 1940 GURS INTERNIERT DRANCY 1942 AUSCHWITZ ERMORDET                                      | | |
| Friedrichstraße 8 · | 27. Juni 2016  | Sofie Bär                | HIER WOHNTE SOFIE BÄR JG. 1884 FLUCHT 1939 HOLLAND EINGEWIESEN 1942 PSYCHIATRISCHE KLINIK APELDOORNSCHE BOSCH DEPORTIERT 1943 AUSCHWITZ ERMORDET 25.1.1943                      | | |
| Friedrichstraße 12 · | 22. Juni 2022  | Siegfried Ritter         | HIER WOHNTE SIEGFRIED RITTER JG. 1871 DEPORTIERT 1940 GURS INTERNIERT RABES BEFREIT                                                                                             | | |
| Friedrichstraße 29 · | 8. Juni 2021   | Rosa Baer                | HIER WOHNTE ROSA BAER GEB. SCHÖNMANN JG. 1869 DEPORTIERT 1940 GURS TOT 19.1.1941                                                                                                | | |
| Friedrichstraße 29 · | 8. Juni 2021   | Alfred Baer              | HIER WOHNTE/ARBEITETE ALFRED BAER JG. 1864 DEPORTIERT 1940 GURS TOT 16.12.1940                                                                                                  | | |
| Friedrichstraße 40 · | 5. Juli 2018   | Else Mayer               | HIER WOHNTE UND ARBEITETE ELSE MAYER JG. 1883 1939 ZWANGSVERKAUF$ DES HAUSES GEDEMÜTIGT / ENTRECHTET TOT 4.4.1940 KRANKENHAUS MANNHEIM                                          | | |
| Friedrichstraße 40 · | 5. Juli 2018   | Selma Mayer              | HIER WOHNTE SELMA MAYER JG. 1887 DEPORTIERT 1940 GURS INTERNIERT DRANCY 1942 AUSCHWITZ ERMORDET                                                                                 | | |
| Friedrichstraße 53 · | 26. Apr. 2017  | Max Löb                  | HIER WOHNTE UND ARBEITETE MAX LÖB JG. 1891 FLUCHT 1938 USA | | |
| Friedrichstraße 53 · | 26. Apr. 2017  | Julie Löb                | HIER WOHNTE JULIE LÖB GEB. WEIL JG. 1902 DEPORTIERT 1940 GURS INTERNIERT DRANCY 1942 AUSCHWITZ ERMORDET                                                                         | | |
| Friedrichstraße 53 · | 26. Apr. 2017  | Edith Löb                | HIER WOHNTE EDITH LÖB VERH. LEUCHTER JG. 1927 DEPORTIERT 1940 GURS INTERNIERT RIVESALTES KINDERHILFSWERK OSE 1941 IN KINDERHEIMEN VERSTECKT/ÜBERLEBT                            | | |
| Friedrichstraße 53 · | 26. Apr. 2017  | Heinz Löb                | HIER WOHNTE HEINZ LÖB JG. 1931 SEIT 1938 IN KINDERHEIMEN ESSLINGEN, FRANKFURT DEPORTIERT 1942 THERESIENSTADT 1944 AUSCHWITZ ERMORDET                                            | | |
| Friedrichstraße 60 · | 23. Mai 2025   | Louis Wertheimer         | | Bild gesucht Die Wikipedia wünscht sich an dieser Stelle ein Bild vom Ort mit diesen Koordinaten 49.1247313 8.5957079 . Motiv: Friedrichstraße 60: der Stolperstein für Louis Wertheimer, die Lage und das Haus Falls du dabei helfen möchtest, erklärt die Anleitung , wie das geht. BW           | |
| Friedrichstraße 60 · | 23. Mai 2025   | Dora Wertheimer          | | Bild gesucht Die Wikipedia wünscht sich an dieser Stelle ein Bild vom Ort mit diesen Koordinaten 49.1247313 8.5957079 . Motiv: Friedrichstraße 60: der Stolperstein für Dora Wertheimer, die Lage und das Haus Falls du dabei helfen möchtest, erklärt die Anleitung , wie das geht. BW            | |
| Friedrichstraße 60 · | 23. Mai 2025   | Kurt Wertheimer          | | Bild gesucht Die Wikipedia wünscht sich an dieser Stelle ein Bild vom Ort mit diesen Koordinaten 49.1247313 8.5957079 . Motiv: Friedrichstraße 60: der Stolperstein für Kurt Wertheimer, die Lage und das Haus Falls du dabei helfen möchtest, erklärt die Anleitung , wie das geht. BW            | |
| Friedrichstraße 76 · | 27. März 2019  | Benjamin Bravmann        | HIER WOHNTE BENJAMIN BRAVMANN JG. 1875 DEPORTIERT 1940 GURS INTERNIERT DRANCY 1944 AUSCHWITZ ERMORDET                                                                           | | |
| Friedrichstraße 76 · | 27. März 2019  | Lore Bravmann            | HIER WOHNTE LORE BRAVMANN VERH. KUPFER JG. 1913 FLUCHT 1938 PALÄSTINA | | |
| Gartenweg 37 · | 5. Juli 2018   | Josef Heid               | HIER WOHNTE JOSEF HEID JG. 1882 LANDTAGSABGEORDNETER/SPD ´SCHUTZHAFT´ 1933 HEUBERG VERHAFTET 1944 ´AKTION GITTER´ DACHAU ERMORDET 21.12.1944                                    | | |
| Gutleutstraße 5 · | 27. Juni 2016  | Oskar Bornhäuser         | GUTLEUTSTRASSE 5 WOHNTE OSKAR BORNHÄUSER JG. 1899 EINGEWIESEN 1924 HEILANSTALT WIESLOCH ´VERLEGT´ 20.6.1940 GRAFENECK ERMORDET 20.6.1940 ´AKTION T4´                            | | |
| Holzmarkt 30 · | 8. Juni 2021   | Mathilde Schloßberger    | HIER WOHNTE MATHILDE SCHLOSSBERGER GEB. NETER JG. 1868 UNFREIWILLIG VERZOGEN 1939 STUTTGART DEPORTIERT 1942 THERESIENSTADT ERMORDET 1.1.1943                                    | | |
| Holzmarkt 37 · Die Verlegung der Stolpersteine wird auf der kleinen Verkehrsinsel Ende der Seilersbahn (Einmündung in die B3) erfolgen · | 23. Mai 2025   | Markus Rosenberg         | | Bild gesucht Die Wikipedia wünscht sich an dieser Stelle ein Bild vom Ort mit diesen Koordinaten 49.123233 8.60092 . Motiv: Holzmarkt 37: der Stolperstein für Markus Rosenberg, die Lage und das Haus Falls du dabei helfen möchtest, erklärt die Anleitung , wie das geht. BW                    | |
| Holzmarkt 37 · Die Verlegung der Stolpersteine wird auf der kleinen Verkehrsinsel Ende der Seilersbahn (Einmündung in die B3) erfolgen · | 23. Mai 2025   | Leopold Rosenberg        | | Bild gesucht Die Wikipedia wünscht sich an dieser Stelle ein Bild vom Ort mit diesen Koordinaten 49.123233 8.60092 . Motiv: Holzmarkt 37: der Stolperstein für Leopold Rosenberg, die Lage und das Haus Falls du dabei helfen möchtest, erklärt die Anleitung , wie das geht. BW                   | |
| Holzmarkt 37 · Die Verlegung der Stolpersteine wird auf der kleinen Verkehrsinsel Ende der Seilersbahn (Einmündung in die B3) erfolgen · | 23. Mai 2025   | Rosa Rosenberg           | | Bild gesucht Die Wikipedia wünscht sich an dieser Stelle ein Bild vom Ort mit diesen Koordinaten 49.123233 8.60092 . Motiv: Holzmarkt 37: der Stolperstein für Rosa Rosenberg, die Lage und das Haus Falls du dabei helfen möchtest, erklärt die Anleitung , wie das geht. BW                      | |
| Holzmarkt 37 · Die Verlegung der Stolpersteine wird auf der kleinen Verkehrsinsel Ende der Seilersbahn (Einmündung in die B3) erfolgen · | 23. Mai 2025   | Josef Michael Rosenberg  | | Bild gesucht Die Wikipedia wünscht sich an dieser Stelle ein Bild vom Ort mit diesen Koordinaten 49.123233 8.60092 . Motiv: Holzmarkt 37: der Stolperstein für Josef Michael Rosenberg, die Lage und das Haus Falls du dabei helfen möchtest, erklärt die Anleitung , wie das geht. BW             | |
| Holzmarkt 37 · Die Verlegung der Stolpersteine wird auf der kleinen Verkehrsinsel Ende der Seilersbahn (Einmündung in die B3) erfolgen · | 23. Mai 2025   | Nanette Lämle            | | Bild gesucht Die Wikipedia wünscht sich an dieser Stelle ein Bild vom Ort mit diesen Koordinaten 49.123233 8.60092 . Motiv: Holzmarkt 37: der Stolperstein für Nanette Lämle, die Lage und das Haus Falls du dabei helfen möchtest, erklärt die Anleitung , wie das geht. BW                       | |
| Holzmarkt 37 · Die Verlegung der Stolpersteine wird auf der kleinen Verkehrsinsel Ende der Seilersbahn (Einmündung in die B3) erfolgen · | 23. Mai 2025   | Jeanette Wimpfheimer     | | Bild gesucht Die Wikipedia wünscht sich an dieser Stelle ein Bild vom Ort mit diesen Koordinaten 49.123233 8.60092 . Motiv: Holzmarkt 37: der Stolperstein für Jaenette Wimpfheimer, die Lage und das Haus Falls du dabei helfen möchtest, erklärt die Anleitung , wie das geht. BW                | |
| Holzmarkt 39 · | 23. Mai 2025   | Richard Schilling        | | Bild gesucht Die Wikipedia wünscht sich an dieser Stelle ein Bild vom Ort mit diesen Koordinaten 49.123233 8.60092 . Motiv: Holzmarkt 39: der Stolperstein für Richard Schilling, die Lage und das Haus Falls du dabei helfen möchtest, erklärt die Anleitung , wie das geht. BW                   | |
| Holzmarkt 39 · | 23. Mai 2025   | Anna Schilling           | | Bild gesucht Die Wikipedia wünscht sich an dieser Stelle ein Bild vom Ort mit diesen Koordinaten 49.123233 8.60092 . Motiv: Holzmarkt 39: der Stolperstein für Anna Schilling, die Lage und das Haus Falls du dabei helfen möchtest, erklärt die Anleitung , wie das geht. BW                      | |
| Holzmarkt 39 · | 23. Mai 2025   | Karl Schilling           | | Bild gesucht Die Wikipedia wünscht sich an dieser Stelle ein Bild vom Ort mit diesen Koordinaten 49.123233 8.60092 . Motiv: Holzmarkt 39: der Stolperstein für Karl Schilling, die Lage und das Haus Falls du dabei helfen möchtest, erklärt die Anleitung , wie das geht. BW                      | |
| Huttenstraße 2 · | 26. Apr. 2017  | Siegfried Grzymisch      | HIER WOHNTE DR. SIEGFRIED GRZYMISCH JG. 1875 ´SCHUTZHAFT´ 1938 DACHAU DEPORTIERT 1940 GURS INTERNIERT DRANCY 1944 AUSCHWITZ ERMORDET                                            | | |
| Huttenstraße 2 · | 26. Apr. 2017  | Carola Grzymisch         | HIER WOHNTE KAROLA GRZYMISCH GEB. SCHLESSINGER JG. 1891 DEPORTIERT 1940 GURS INTERNIERT DRANCY 1944 AUSCHWITZ ERMORDET                                                          | | |
| Huttenstraße 2 · | 26. Apr. 2017  | Charlotte Mayer          | HIER WOHNTE CHARLOTTE ´LINA´ MAYER JG. 1880 DEPORTIERT 1940 GURS INTERNIERT DRANCY 1942 AUSCHWITZ ERMORDET                                                                      | | |
| Huttenstraße 2 · | 22. Juni 2022  | Berta Wolf               | HIER WOHNTE BERTA WOLF JG. 1886 DEPORTIERT 1940 GURS INTERNIERT RECEBEDOU 1942 AUSCHWITZ ERMORDET                                                                               | | |
| Huttenstraße 2 · | 22. Juni 2022  | Melanie Wolf             | HIER WOHNTE MELANIE WOLF JG. 1880 DEPORTIERT 1940 GURS INTERNIERT MONTAUBAN BEFREIT                                                                                             | | |
| Huttenstraße 2 · | 22. Juni 2022  | Sophie Wolf              | HIER WOHNTE SOPHIE WOLF JG. 1878 DEPORTIERT 1940 GURS INTERNIERT MONTAUBAN BEFREIT                                                                                              | | |
| Huttenstraße 4 · | 22. Juni 2022  | Hanna Wertheimer         | HIER WOHNTE HANNA ´MINA´ WERTHEIMER GEB. MERKLINGER JG. 1870 DEPORTIERT 1940 GURS TOT 26.2.1942                                                                                 | | |
| Huttenstraße 4 · | 22. Juni 2022  | Emanuel Max Wertheimer   | HIER WOHNTE EMANUEL MAX WERTHEIMER JG. 1903 ´SCHUTZHAFT´ 1938 DACHAU DEPORTIERT 1940 GURS INTERNIERT DRANCY 1942 AUSCHWITZ ERMORDET                                             | | |
| Huttenstraße 26 · | 26. Apr. 2017  | Mathilde Weil            | HIER WOHNTE MATHILDE WEIL GEB. ROTHSCHILD JG. 1878 DEPORTIERT 1940 GURS INTERNIERT RIVESALTES ALTERSHEIM PERPIGNAN TOT 23.12.1941                                               | | |
| Kaiserstraße 15 · | 27. Juni 2016  | Bertha Kahn              | HIER WOHNTE BERTHA KAHN GEB. HIRSCH JG. 1856 FLUCHT 1939 HOLLAND INTERNIERT WESTERBORK DEPORTIERT 1943 SOBIBOR ERMORDET 14.5.1943                                               | | |
| Kaiserstraße 15 · | 27. Juni 2016  | Johanna Kahn             | HIER WOHNTE JOHANNA KAHN JG. 1894 FLUCHT 1939 HOLLAND INTERNIERT WESTERBORK DEPORTIERT 1943 SOBIBOR ERMORDET 11.6.1943                                                          | | |
| Kaiserstraße 24 · | 5. Juli 2018   | Max Baertig              | HIER WOHNTE UND ARBEITETE MAX BAERTIG JG. 1887 VERHAFTET 11.7.1938 DACHAU, BUCHENWALD FLUCHT 1939 FRANKREICH INTERNIERT PITHIVIERS DEPORTIERT 1942 AUSCHWITZ ERMORDET 18.8.1942 | | |
| Kaiserstraße 24 · | 5. Juli 2018   | Wilhelmine Baertig       | HIER WOHNTE WILHELMINE BAERTIG GEB. MAYER JG. 1895 FLUCHT 1939 FRANKREICH INTERNIERT PITHIVIERS DEPORTIERT 1942 AUSCHWITZ ERMORDET 27.8.1942                                    | | |
| Kaiserstraße 24 · | 5. Juli 2018   | Hannelore Baertig        | HIER WOHNTE HANNELORE BAERTIG JG. 1922 FLUCHT 1939 FRANKREICH INTERNIERT BEAUNE-LA-ROLANDE DEPORTIERT 1942 AUSCHWITZ ERMORDET                                                   | | |
| Kaiserstraße 24 · | 5. Juli 2018   | Ludwig Baertig           | HIER WOHNTE UND ARBEITETE LUDWIG BAERTIG JG. 1884 ´SCHUTZHAFT´ 1938 DACHAU UNFREIWILLIG VERZOGEN 1939 MANNHEIM FLUCHT 1940 USA                                                  | | |
| Kaiserstraße 24 · | 5. Juli 2018   | Recha Thekla Baertig     | HIER WOHNTE RECHA BAERTIG GEB. SCHLESSINGER JG. 1894 UNFREIWILLIG VERZOGEN 1937 FLEHINGEN DEPORTIERT 1940 GURS INTERNIERT DRANCY 1942 AUSCHWITZ ERMORDET 12.8.1942              | | |
| Kaiserstraße 24 · | 5. Juli 2018   | Beate Baertig            | HIER WOHNTE BEATE BAERTIG JG. 1932 UNFREIWILLIG VERZOGEN 1937 FLEHINGEN,ULM DEPORTIERT 1941 RIGA ERMORDET                                                                       | | |
| Kaiserstraße 78 · | 8. Juni 2021   | Siegbert Kann            | HIER WOHNTE SIEGBERT KANN JG. 1903 ´SCHUTZHAFT´ 1938 DACHAU FLUCHT 1939 BELGIEN INTERNIERT GURS DEPORTIERT 1942 AUSCHWITZ ERMORDET 29.9.1942                                    | | Biografie in: Helge Dvorak: Biographisches Lexikon der Deutschen Burschenschaft. Band I: Politiker. Teilband 9: Nachträge. Koblenz 2021, S. 80–81. (Online-PDF) |
| Kaiserstraße 78 · | 8. Juni 2021   | Elisabeth Kann           | HIER WOHNTE ELISABETH KANN GEB. RAU JG. 1903 FLUCHT 1939 BELGIEN 1941 RÜCKKEHR DEUTSCHLAND DISKRIMINIERT MIT HILFE ÜBERLEBT                                                     | | |
| Kaiserstraße 78 · | 8. Juni 2021   | Werner Emil Kann         | HIER WOHNTE WERNER KANN JG. 1929 FLUCHT 1939 BELGIEN 1941 RÜCKKEHR DEUTSCHLAND DISKRIMINIERT MIT HILFE ÜBERLEBT                                                                 | | |
| Kaiserstraße 78 · | 8. Juni 2021   | Gisela Kann              | HIER WOHNTE GISELA KANN VERH. MITCHAVY JG. 1932 FLUCHT 1939 BELGIEN 1941 RÜCKKEHR DEUTSCHLAND DISKRIMINIERT MIT HILFE ÜBERLEBT                                                  | | |
| Kaiserstraße 78 · | 8. Juni 2021   | Eleonore Kann            | HIER WOHNTE ELEONORE KANN VERH. KRAMER JG. 1934 FLUCHT 1939 BELGIEN 1941 RÜCKKEHR DEUTSCHLAND DISKRIMINIERT MIT HILFE ÜBERLEBT                                                  | | |
| Kaiserstraße 80 · | 23. Mai 2025   | Hildegard Bernecker      | | Bild gesucht Die Wikipedia wünscht sich an dieser Stelle ein Bild vom Ort mit diesen Koordinaten 49.12354 8.598931 . Motiv: Kaiserstraße 80: der Stolperstein für Hildegard Bernecker, die Lage und das Haus Falls du dabei helfen möchtest, erklärt die Anleitung , wie das geht. BW              | |
| Kasernenstraße 29 · | 22. Mai 2023   | Gertrud Heilmann         | | Bild gesucht Die Wikipedia wünscht sich an dieser Stelle ein Bild vom Ort mit diesen Koordinaten 49.1170723 8.5915719 . Motiv: Kasernenstraße 29: der Stolperstein für Gertrud Heilmann, die Lage und das Haus Falls du dabei helfen möchtest, erklärt die Anleitung , wie das geht. BW            | |
| Kurpfalzstraße 37 · | 11. Feb. 2020  | Josef Makuch             | HIER WOHNTE / ARBEITETE JÓZEF MAKUCH JG. 1902 POLNISCHER ZWANGSARBEITER VERHAFTET 4.2.1942 ´RASSENSCHANDE´ DACHAU GEFÄNGNIS BRUCHSAL ÖFFENTLICH GEHÄNGT 4.8.1942 HELMSHEIM      | | |
| Kurpfalzstraße 37 · | 11. Feb. 2020  | Hilda Eissler            | HIER WOHNTE HILDA EISSLER JG. 1904 VERHAFTET 15.2.1942 ´RASSENSCHANDE´ 1942 RAVENSBRÜCK ZWANGSOPERATION ENTLASSEN 1942 GEDEMÜTIGT / DISKRIMINIERT ÜBERLEBT                      | | |
| Merianstraße 58 · | 11. Feb. 2020  | Emanuel Maier            | HIER WOHNTE EMANUEL MAIER JG. 1874 DEPORTIERT 1940 GURS INTERNIERT RIVESALTES TOT 4.4.1941 PERPIGNAN                                                                            | | |
| Merianstraße 58 · | 11. Feb. 2020  | Ida Maier                | HIER WOHNTE IDA MAIER GEB. LEDERMANN JG. 1877 DEPORTIERT 1942 IZBICA ERMORDET                                                                                                   | | |
| Moltkestraße 40 · | 22. Mai 2023   | Johanna Elisabeth Sänger | | Bild gesucht Die Wikipedia wünscht sich an dieser Stelle ein Bild vom Ort mit diesen Koordinaten 49.119914 8.5895297 . Motiv: Moltkestraße 40: der Stolperstein für Johanna Elisabeth Sänger, die Lage und das Haus Falls du dabei helfen möchtest, erklärt die Anleitung , wie das geht. BW       | |
| Orbinstraße 7 · | 27. März 2019  | David Bär Majerowitz     | HIER WOHNTE DAVID MAJEROWITZ JG. 1879 ´SCHUTZHAFT´ 1938 DACHAU DEPORTIERT 1940 GURS INTERNIERT DRANCY 1942 AUSCHWITZ ERMORDET                                                   | | |
| Orbinstraße 7 · | 27. März 2019  | Helene Majerowitz        | HIER WOHNTE HELENE MAJEROWITZ GEB. LANDAU JG. 1879 DEPORTIERT 1940 GURS INTERNIERT DRANCY 1942 AUSCHWITZ ERMORDET                                                               | | |
| Orbinstraße 7 · | 27. März 2019  | Eva Majerowitz           | HIER WOHNTE EVA MAJEROWITZ VERH. EREL JG. 1906 FLUCHT 1935 PALÄSTINA | | |
| Orbinstraße 7 · | 27. März 2019  | Heinrich Max Majerowitz  | HIER WOHNTE HEINRICH MAJEROWITZ JG. 1909 FLUCHT 1935 PALÄSTINA | | |
| Orbinstraße 7 · | 27. März 2019  | Maier Majerowitz         | HIER WOHNTE MAIER MAJEROWITZ JG. 1914 FLUCHT 1933 FRANKREICH 1936 PALÄSTINA | | |
| Orbinstraße 7 · | 27. März 2019  | Klara Majerowitz         | HIER WOHNTE KLARA MAJEROWITZ VERH. RON JG. 1917 FLUCHT 1939 PALÄSTINA | | |
| Otto-Oppenheimer-Platz 3 · | 5. Juli 2018   | Ludwig Geismar           | HIER WOHNTE UND ARBEITETE LUDWIG GEISMAR JG. 1869 DEPORTIERT 1940 GURS INTERNIERT RECEBEDOU TOT 11.2.1942 PORTET SUR GARONNE                                                    | | |
| Otto-Oppenheimer-Platz 3 · | 5. Juli 2018   | Ida Geismar              | HIER WOHNTE IDA GEISMAR GEB. LEDERMANN JG. 1874 DEPORTIERT 1940 GURS INTERNIERT MASSEUBE TOT 1945 LACAUNE LES BAINS                                                             | | |
| Otto-Oppenheimer-Platz 3 · | 5. Juli 2018   | Otto Siegfried Geismar   | HIER WOHNTE UND ARBEITETE OTTO SIEGFRIED GEISMAR JG. 1906 FLUCHT 1933 FRANKREICH FREMDENLEGION ÜBERLEBT                                                                         | | |
| Otto-Oppenheimer-Platz 3 · | 5. Juli 2018   | Lucie Jeanette de Vries  | HIER WOHNTE UND ARBEITETE LUCIE JEANETTE DE VRIES GEB. GEISMAR JG. 1909 FLUCHT 1934 HOLLAND VERSTECKT ÜBERLEBT                                                                  | | |
| Pfarrstraße 3 · Verlegung am Kirchplatz, das ist der kleine Spielplatz zwischen Sparkasse und Stadtkirche ·                              | 23. Mai 2025   | Simon Sandler            | | Bild gesucht Die Wikipedia wünscht sich an dieser Stelle ein Bild vom Ort mit diesen Koordinaten 49.1242553 8.5964407 . Motiv: Pfarrstraße 3: der Stolperstein für Simon Sandler, die Lage und das Haus Falls du dabei helfen möchtest, erklärt die Anleitung , wie das geht. BW                   | |
| Pfarrstraße 3 · Verlegung am Kirchplatz, das ist der kleine Spielplatz zwischen Sparkasse und Stadtkirche ·                              | 23. Mai 2025   | Luise Katharina Sandler  | | Bild gesucht Die Wikipedia wünscht sich an dieser Stelle ein Bild vom Ort mit diesen Koordinaten 49.1242553 8.5964407 . Motiv: Pfarrstraße 3: der Stolperstein für Luise Katharina Sandler, die Lage und das Haus Falls du dabei helfen möchtest, erklärt die Anleitung , wie das geht. BW         | |
| Pfarrstraße 3 · Verlegung am Kirchplatz, das ist der kleine Spielplatz zwischen Sparkasse und Stadtkirche ·                              | 23. Mai 2025   | Adolf Sandler            | | Bild gesucht Die Wikipedia wünscht sich an dieser Stelle ein Bild vom Ort mit diesen Koordinaten 49.1242553 8.5964407 . Motiv: Pfarrstraße 3: der Stolperstein für Adolf Sandler, die Lage und das Haus Falls du dabei helfen möchtest, erklärt die Anleitung , wie das geht. BW                   | |
| Rathausstraße 9 · | 23. Mai 2025   | Barbara Liebig           | | Bild gesucht Die Wikipedia wünscht sich an dieser Stelle ein Bild vom Ort mit diesen Koordinaten 49.1359352 8.5406246 . Motiv: Rathausstraße 9: der Stolperstein für Barbara Liebig, die Lage und das Haus Falls du dabei helfen möchtest, erklärt die Anleitung , wie das geht. BW                | |
| Salinenstraße 12 · | 22. Mai 2023   | Herbert Hartwig          | | Bild gesucht Die Wikipedia wünscht sich an dieser Stelle ein Bild vom Ort mit diesen Koordinaten 49.1215424 8.5906647 . Motiv: Salinenstraße 12: der Stolperstein für Herbert Hartwig, die Lage und das Haus Falls du dabei helfen möchtest, erklärt die Anleitung , wie das geht. BW              | |
| Schloßstraße 3 · | 8. Juni 2021   | Johanna Straus           | HIER WOHNTE JOHANNA STRAUS GEB. WEIL JG. 1874 DEPORTIERT 1940 GURS ZULETZT INTERNIERT SAINT – SEBASTIEN BEFREIT                                                                 | | |
| Schloßstraße 3 · | 23. Mai 2025   | Arthur Straus            | | Bild gesucht Die Wikipedia wünscht sich an dieser Stelle ein Bild vom Ort mit diesen Koordinaten 49.126028 8.594827 . Motiv: Schloßstraße 3: der Stolperstein für Arthur Straus, die Lage und das Haus Falls du dabei helfen möchtest, erklärt die Anleitung , wie das geht. BW                    | |
| Schloßstraße 5 · | 8. Juni 2021   | Leopold Hahn             | HIER WOHNTE LEOPOLD HAHN JG. 1896 ´SCHUTZHAFT´ 1938 DACHAU FLUCHT 1939 USA | | |
| Schloßstraße 5 · | 8. Juni 2021   | Anny Hahn                | HIER WOHNTE ANNY HAHN GEB. BAER JG. 1904 FLUCHT 1939 USA | | |
| Schloßstraße 5 · | 8. Juni 2021   | Erich Hahn               | HIER WOHNTE ERICH HAHN JG. 1933 FLUCHT 1939 USA | | |
| Schloßstraße 5 · | 8. Juni 2021   | Friedolina Katz          | HIER WOHNTE FRIEDOLINA KATZ GEB. REISS JG. 1880 FLUCHT 1939 HOLLAND VERSTECKT GELEBT INTERNIERT WESTERBORK DEPORTIERT SOBIBOR ERMORDET 16.7.1943                                | | |
| Schloßstraße 5 · | 8. Juni 2021   | Ernst Katz               | ERNST KATZ JG. 1884 FLUCHT 1938 HOLLAND VERSTECKT GELEBT VERHAFTET 1943 VUGHT – HERTOGENBOSCH DEPORTIERT SOBIBOR ERMORDET 20.3.1943                                             | | |
| Schloßstraße 5 · | 8. Juni 2021   | Ida Tuteur               | HIER WOHNTE IDA TUTEUR GEB. BAER JG. 1874 DEPORTIERT 1940 GURS ZULETZT INTERNIERT MASSEUBE BEFREIT                                                                              | | |
| Schloßstraße 12 · | 22. Juni 2022  | Gustav Michael           | HIER WOHNTE GUSTAV MICHAEL JG. 1869 EINGEWIESEN 1944 HEILANSTALT WIESLOCH ´VERLEGT´ 5.6.1944 HEILANSTALT HADAMAR ERMORDET 21.6.1944                                             | | |
| Schwimmbadstraße 17 · | 26. Apr. 2017  | Friedrich Sem Bär        | HIER WOHNTE FRIEDRICH SEM BÄR JG. 1889 ´SCHUTZHAFT´ 1938 DACHAU DEPORTIERT 1940 GURS INTERNIERT DRANCY 1942 AUSCHWITZ ERMORDET                                                  | | |
| Schwimmbadstraße 17 · | 26. Apr. 2017  | Franziska Bär            | HIER WOHNTE FRANZISKA BÄR GEB. ROSENSTEIN JG. 1892 DEPORTIERT 1940 GURS INTERNIERT DRANCY 1942 AUSCHWITZ ERMORDET                                                               | | |
| Schwimmbadstraße 17 · | 26. Apr. 2017  | Therese Bär              | HIER WOHNTE THERESE ´RESI´ BÄR VERH. GROSZ JG. 1921 FLUCHT 1936 ENGLAND | | |
| Schwimmbadstraße 27 · | 27. März 2019  | Adelheid Westheimer      | HIER WOHNTE ADELHEID ´ELISE´ WESTHEIMER GEB. OPPENHEIMER JG. 1858 DEPORTIERT 1940 GURS TOT 19.4.1941                                                                            | | |
| Schwimmbadstraße 27 · | 27. März 2019  | Frieda Westheimer        | HIER WOHNTE UND ARBEITETE FRIEDA WESTHEIMER JG. 1892 DEPORTIERT 1940 GURS INTERNIERT DRANCY 1942 AUSCHWITZ ERMORDET                                                             | | |
| Schwimmbadstraße 27 · | 27. März 2019  | Martha Westheimer        | HIER WOHNTE UND ARBEITETE MARTHA WESTHEIMER JG. 1893 FLUCHT 1940 USA | | |
| Schwimmbadstraße 27 · | 27. März 2019  | Kurt Westheimer          | HIER WOHNTE KURT ´KARL´ WESTHEIMER JG. 1896 DEPORTIERT 1940 GURS 1941 INTERNIERT NOE TOT 29.6.1942                                                                              | | |
| Styrumstraße 20 · | 27. Juni 2016  | Wilhelm Prager           | HIER WOHNTE WILHELM PRAGER JG. 1880 ´SCHUTZHAFT´ 1938 DACHAU DEPORTIERT 1940 GURS INTERNIERT DRANCY 1942 AUSCHWITZ ERMORDET                                                     | | |
| Styrumstraße 20 · | 27. Juni 2016  | Charlotte Prager         | HIER WOHNTE CHARLOTTE PRAGER GEB. WIESBADER JG. 1886 DEPORTIERT 1940 GURS INTERNIERT DRANCY 1942 AUSCHWITZ ERMORDET                                                             | | |
| Styrumstraße 20 · | 27. Juni 2016  | Mathilde Prager          | HIER WOHNTE MATHILDE PRAGER VERH. MAIER JG. 1912 FLUCHT 1937 USA | | |
| Talstraße 17 · | 14. Mai 2024   | Karl Heinrich Seidel     | | Bild gesucht Die Wikipedia wünscht sich an dieser Stelle ein Bild vom Ort mit diesen Koordinaten 49.1281262 8.5880154 . Motiv: Talstraße 17: der Stolperstein für Karl Heinrich Seidel, die Lage und das Haus Falls du dabei helfen möchtest, erklärt die Anleitung , wie das geht. BW             | |
| Werner-von-Siemens-Straße 13 · | 14. Mai 2024   | Babette Falk             | | Bild gesucht Die Wikipedia wünscht sich an dieser Stelle ein Bild vom Ort mit diesen Koordinaten 49.1593158 8.5735055 . Motiv: Werner-von-Siemens-Straße 13: der Stolperstein für Babette Falk, die Lage und das Haus Falls du dabei helfen möchtest, erklärt die Anleitung , wie das geht. BW     | |
| Werner-von-Siemens-Straße 13 · | 14. Mai 2024   | Jette Mannheimer         | | Bild gesucht Die Wikipedia wünscht sich an dieser Stelle ein Bild vom Ort mit diesen Koordinaten 49.1593158 8.5735055 . Motiv: Werner-von-Siemens-Straße 13: der Stolperstein für Jette Mannheimer, die Lage und das Haus Falls du dabei helfen möchtest, erklärt die Anleitung , wie das geht. BW | |
| Werner-von-Siemens-Straße 13 · | 14. Mai 2024   | Ruth Mannheimer          | | Bild gesucht Die Wikipedia wünscht sich an dieser Stelle ein Bild vom Ort mit diesen Koordinaten 49.1593158 8.5735055 . Motiv: Werner-von-Siemens-Straße 13: der Stolperstein für Ruth Mannheimer, die Lage und das Haus Falls du dabei helfen möchtest, erklärt die Anleitung , wie das geht. BW  | |
| Werner-von-Siemens-Straße 26 · | 14. Mai 2024   | Max Lang                 | | Bild gesucht Die Wikipedia wünscht sich an dieser Stelle ein Bild vom Ort mit diesen Koordinaten 49.1577173 8.5756094 . Motiv: Werner-von-Siemens-Straße 26: der Stolperstein für Max Lang, die Lage und das Haus Falls du dabei helfen möchtest, erklärt die Anleitung , wie das geht. BW         | |
| Werner-von-Siemens-Straße 26 · | 14. Mai 2024   | Bertold Lang             | | Bild gesucht Die Wikipedia wünscht sich an dieser Stelle ein Bild vom Ort mit diesen Koordinaten 49.1577173 8.5756094 . Motiv: Werner-von-Siemens-Straße 26: der Stolperstein für Bertold Lang, die Lage und das Haus Falls du dabei helfen möchtest, erklärt die Anleitung , wie das geht. BW     | |
| Werner-von-Siemens-Straße 26 · | 14. Mai 2024   | Else Lang                | | Bild gesucht Die Wikipedia wünscht sich an dieser Stelle ein Bild vom Ort mit diesen Koordinaten 49.1577173 8.5756094 . Motiv: Werner-von-Siemens-Straße 26: der Stolperstein für Else Lang, die Lage und das Haus Falls du dabei helfen möchtest, erklärt die Anleitung , wie das geht. BW        | |
| Werner-von-Siemens-Straße 26 · | 14. Mai 2024   | Gerhard Lang             | | Bild gesucht Die Wikipedia wünscht sich an dieser Stelle ein Bild vom Ort mit diesen Koordinaten 49.1577173 8.5756094 . Motiv: Werner-von-Siemens-Straße 26: der Stolperstein für Gerhard Lang, die Lage und das Haus Falls du dabei helfen möchtest, erklärt die Anleitung , wie das geht. BW     | |
| Werner-von-Siemens-Straße 26 · | 14. Mai 2024   | Max Wertheimer           | | Bild gesucht Die Wikipedia wünscht sich an dieser Stelle ein Bild vom Ort mit diesen Koordinaten 49.1577173 8.5756094 . Motiv: Werner-von-Siemens-Straße 26: der Stolperstein für Max Wertheimer, die Lage und das Haus Falls du dabei helfen möchtest, erklärt die Anleitung , wie das geht. BW   | |
| Wilderichstraße 9 · | 22. Juni 2022  | Sophie Ellenbogen        | HIER WOHNTE SOPHIE ELLENBOGEN GEB. WÜRZWEILER JG. 1862 UNFREIWILLIG VERZOGEN 1937 ALTERSHEIM GAILINGEN DEPORTIERT 1940 GURS TOT 30.11.1940                                      | | |
| Wilderichstraße 9 · | 22. Juni 2022  | Anna Schmalz             | HIER WOHNTE ANNA SCHMALZ GEB. ELLENBOGEN JG. 1889 FLUCHT 1935 PALÄSTINA | | |
| Wilderichstraße 9 · | 22. Juni 2022  | Liesel Schmalz           | HIER WOHNTE LIESEL SCHMALZ VERH. BÄR/STEIN JG. 1912 FLUCHT 1934 PALÄSTINA | | |
| Wilderichstraße 9 · | 22. Juni 2022  | Walter Schmalz           | HIER WOHNTE WALTER SCHMALZ JG. 1915 FLUCHT 1936 PALÄSTINA 1936 UNFREIWILLIG ZURÜCKGEKEHRT 1938 FLUCHT USA                                                                       | | |
| Wilderichstraße 23 · | 19. Apr. 2015  | Prof. Julius Dreifuß     | HIER WOHNTE DR. JULIUS DREIFUSS JG. 1876 DEPORTIERT 1942 THERESIENSTADT ERMORDET 16.11.1942                                                                                     | | |
| Wilderichstraße 23 · | 19. Apr. 2015  | Mathilde Dreifuß         | HIER WOHNTE MATHILDE DREIFUSS GEB. NACHMANN JG. 1887 DEPORTIERT 1942 THERESIENSTADT 1943 AUSCHWITZ ERMORDET                                                                     | | |
| Wilderichstraße 23 · | 19. Apr. 2015  | Leopold (Leo) Dreifuss   | HIER WOHNTE GUSTAV LEOPOLD DREIFUSS JG. 1921 KINDERTRANSPORT 1939 ENGLAND | | |
| Wilderichstraße 23 · | 22. Juni 2022  | Ferdinand Wolf           | HIER WOHNTE FERDINAND WOLF JG. 1892 ´SCHUTZHAFT´ 1938 DACHAU DEPORTIERT 1940 GURS INTERNIERT DRANCY 1942 AUSCHWITZ ERMORDET                                                     | | |
| Wilderichstraße 23 · | 22. Juni 2022  | Berta Wolf               | HIER WOHNTE BERTA ´BERTEL´ WOLF GEB. STRAUSS JG. 1900 DEPORTIERT 1940 GURS INTERNIERT DRANCY 1942 AUSCHWITZ ERMORDET                                                            | | |
| Wilderichstraße 23 · | 22. Juni 2022  | Richard Wolf             | HIER WOHNTE RICHARD ´RENE´ WOLF JG. 1926 DEPORTIERT 1940 GURS INTERNIERT RIVESALTES FLUCHT 1943 RESISTANCE ÜBERLEBT                                                             | | |
| Württemberger Straße 34 · | 19. Apr. 2015  | Lotte Jordan             | HIER WOHNTE LOTTE JORDAN GEB. PFEFFER JG. 1916 DEPORTIERT 1940 GURS INTERNIERT DRANCY 1942 AUSCHWITZ ERMORDET                                                                   | | |
| Württemberger Straße 34 · | 19. Apr. 2015  | Walter Jakob Jordan      | HIER WOHNTE WALTER J. JORDAN JG. 1914 ‘SCHUTZHAFT’ 1938 DACHAU DEPORTIERT 1940 GURS INTERNIERT DRANCY 1942 AUSCHWITZ ERMORDET                                                   | | |